# Estación Zenón Pereyra
Zenón Pereyra es una estación ferroviaria ubicada en la localidad del mismo nombre, Departamento Castellanos, Provincia de Santa Fe, Argentina.
Fue inaugurada en los años 1890 por el Ferrocarril Central Argentino.
En el edificio de la estación funciona un Centro Cultural Municipal.

## Servicios
La estación corresponde al Ferrocarril General Bartolomé Mitre de la red ferroviaria argentina. No presta servicios de pasajeros ni de cargas, sus vías e instalaciones están concesionadas a la empresa de cargas Nuevo Central Argentino.